# Cockscomb Range
Die Cockscomb Range oder Cockscomb Mountains (auch: Cockscombs, dt.: „Hahnenkamm-Zug“, spanisch Sierra de la Cresta del Gallo) sind eine Bergkette der Maya Mountains im Stann Creek District von Belize. Die Bergkette reicht bis an die Grenze des Cayo Districts.
Der höchste Gipfel ist der Victoria Peak (1120 m).

## Geographie
Die Cockscomb Range erstreckt sich über ca. 20 Kilometer von Osten nach Westen und bildet die Wasserscheide zwischen Sittee Branch (Einzugsgebiet des South Stann Creek) und Raspaculo South Branch (Macal River) im Norden und Cockscomb Branch (Einzugsgebiet des South Stann Creek) und Middle Branch und Cockscomb Branch (Mare’s Nest Branch) (beide zum Mare’s Nest Branch) im Süden.

## Geschichte
Bei guter Sicht ist die Cockscomb Range von der Küste des Karibischen Meeres aus sichtbar. Die Berge waren bekannt, aber lange Zeit schwer zugänglich. Der Name Cockscomb Range wurde vergeben als die Berge noch nicht genau erforscht waren. Der Name bezieht sich auf die Erscheinung, die an einen Hahnenkamm erinnert. 1872 verzeichneten die Landvermesser Mechling und Warner: it presented much the appearance of a Cockscomb (dt.: „es erinnert stark an die Ausprägung eines Hahnenkammes“).
Der Bergkamm wurde 1888 erstmals von einer britischen Expedition unter der Leitung von Gouverneur Roger Goldsworthy kartographiert und erstiegen. An der Expedition waren der Kolonialsekretär Hubert Jerningham, der Surveyor General Gordon Allen, die Briten J. Bellamy, Wickham, Gabb und Blockley und 22 einheimische Helfer beteiligt.
1896 hat Karl Sapper im Rahmen einer Forschungsreise von El Cayo nach der Küste die Cockscomb Range besucht. Im Mai 1927 besuchte dann Herbert T. Grant die Berge und verfasste im Dezember 1927 einen Bericht im The Geographical Journal (The Cockscombs Revisited). Im 1928 verfassten J. N. Oliphant und Duncan Stevenson nach einer Expedition im März einen Bericht im The Geographical Journal (An Expedition to the Cockscomb Mountains, British Honduras in March 1928).
Die Cockscomb Range ist seit 2. Mai 1998 als Teil des Victoria Peak Natural Monument unter Schutz gestellt. Das Gebiet im Norden ist Teil des Sittee River Forest Reserve und im Süden Teil des Cockscomb Basin Wildlife Sanctuary. Der Westteil gehört zu Chiquibul-Nationalpark.
Victoria Peak wurde lange Zeit als höchster Berg von Belize angesehen, aber bei Meßarbeiten ergab sich, dass Doyle’s Delight noch vier Meter höher ist.

## Gipfel
| Gipfel           | Höhe (m) |
| ---------------- | -------- |
| Victoria Peak    | 1120     |
| Copetilla        | 931      |
| The Molar        | 781      |
| Allen Peak       |          |
| Bellamy Peak     |          |
| Goldsworthy Peak |          |
| Holland Peak     |          |
| Jerningham Peak  |          |